# Кац, Илья Львович
Илья́ Льво́вич Кац (31 января (13 февраля) 1908, Одесса, Российская империя — 1992) — советский живописец, член Союза художников СССР (с 1937 года).

## Биография
Родился в 1908 году в городе Одессе. Его первым учителем живописи был Гауш А. Ф., преподававший на подготовительных курсах Одесского художественного института. Именно он научил юного художника основам понимания современного видения цвета, открытого французскими испрессионистами.
В 1931 г. И. Л. Кац поступил в Одесский художественный институт в мастерскую профессора Фраермана Т. Б., который долго жил в Париже, получил там образование, хорошо знал французскую живопись. Своим ученикам он старался дать основы художественной культуры, развить в них способность к зрительному воображению, сделать их художественное мышление более активным. Т. Б. Фраерман прививал студентам истинно живописное видение натуры, учил их работать цветом, с помощью которого достигается композиционное единство пространства и формы.
Выполнил дипломную работу «В рыболовецком колхозе» под руководством Бершадского Ю. Р..
В 1939 году Кац был мобилизован в Красную Армию и участвовал в польском походе. С 1941 года — на фронте, где воевал в должности командира взвода. Имел ряд боевых наград.

## ВСХВ
Участвовал в оформлении павильонов «Туркменская ССР», «Рыбное хозяйство Поволжья» и других на ВСХВ (1938—1953).
Участник выставок с 1935 г.
Персональные выставки И. Л. Каца проходили в 1937 и 1987 гг. в Москве, в 1972 г. в Дубне.
Писал, главным образом, морские пейзажи. Море стало главной темой творчества художника.
Создал цикл произведений «По Пушкинским местам».
Постоянно экспонировался на московских выставках, выставках художников-маринистов, на всесоюзных художественных выставках.
Работы художника находятся в ГТГ, в Музее современной истории России, во многих региональных музеях и частных коллекциях.